# Silvia Jato
 (septembre 2017).
Si vous disposez d'ouvrages ou d'articles de référence ou si vous connaissez des sites web de qualité traitant du thème abordé ici, merci de compléter l'article en donnant les références utiles à sa vérifiabilité et en les liant à la section « Notes et références ».
Pour les articles homonymes, voir Jato (homonymie).
Silvia Jato (Lugo, 6 juin 1971) est une présentatrice de télévision et modèle espagnole. 
Elle étudie l'économie à  l'Université CEU Saint Paul à Madrid. Elle est mariée et a deux enfants. 
Elle commence comme modèle. En 1989, elle participe au concours Miss Espagne, où elle obtient le titre de Demoiselle d'honneur, et en 1991, elle obtient les titres de Demoiselle d'honneur, Miss Sympathie et Miss Photogénie au concours Miss Europe.  
En tant que présentatrice de télévision, elle a été nommée au prix TP de Oro (2001, 2002, 2003) et aux Premios ATV (2003, 2004).

## Programmes télévisés
- 1990:"Sabor a ti" TVG (Télévision Autonymique Galicienne)
- 1991:"Sabor 92",TVG
- 1991:"Gala pro-Bosnia",TVG
- 1991:"Gala Santiago de Compostela, Capital Cultural Europea del año 2000", TVG
- 1995:"Gala moda Pazo de Mariñán", TVG
- 1995-1996: "Pasarela de Estrellas", TVG
- 1996:"Gala de Nochevieja", Antena 3 Televisión
- 1996:"Gala moda Pazo de Mariñán", TVG
- 1997:En Antena, Antena 3: avec Inés Ballester.
- 1997:Noche de Impacto, Antena 3: avec Carlos García Hirschfeld.
- 1999-2000: Mírame, Antena 3
- 2000-2005: Pasapalabra, Antena 3
- 2004:Pelopicopata, Antena 3
- 2004:Los Más, Antena 3, avec Arturo Valls.
- 2005:Gala de Nochevieja, Antena 3
- 2006:"Allá tú", Telecinco, en remplaçant Jesús Vázquez.
- 2007: Por la mañana, TVE, en remplaçant Inés Ballester.
- 2007: participante de El club de Flo, La Sexta.
- 2008: Fifty Fifty, Cuatro